# Moore (Royaume-Uni)
Pour les articles homonymes, voir Moore.
Moore est une paroisse civile et un village du Cheshire, en Angleterre.